# Иран на летних Олимпийских играх 1968
Иран принимал участие в Летних Олимпийских играх 1968 года в Мехико (Мексика) в седьмой раз за свою историю, и завоевал две бронзовых, две золотых и одну серебряную медали.

## Медалисты
| Медаль  | Спортсмен              | Вид спорта       | Дисциплина                        |
| ------- | ---------------------- | ---------------- | --------------------------------- |
| Золото  | Мохаммад Насири        | Тяжёлая атлетика | Мужчины, до 56 кг                 |
| Золото  | Абдулла Мовахед        | Борьба           | Мужчины, вольная борьба, до 70 кг |
| Серебро | Парвиз Джалаер         | Тяжёлая атлетика | Мужчины, до 67,5 кг               |
| Бронза  | Абуталеб Талеби        | Борьба           | Мужчины, вольная борьба, до 57 кг |
| Бронза  | Шамседдин Сейед-Аббаси | Борьба           | Мужчины, вольная борьба, до 63 кг |